# Istriotski rječnici
Istriotski rječnici, rječnici istriotskih govora
Do danas su objavljeni ovi rječnici:
- 1978.: G. A. Dalla Zonca (1792. – 1857.), Vocabolario dignanese-italiano, Fiume–Trieste 1978, rječnik vodnjanskoga govora; djelo je ostalo u rukopisu, za tisak ga je priredio Miho Debeljuh[2]
- 1986.: D. Cernecca, Dizionario del dialetto di Valle d’Istria, Rovigno 1986, rječnik balskoga govora[3]
- 1992.: A. i G. Pellizzer, Vocabolario del dialetto di Rovigno d’Istria, Fiume–Trieste 1992, rječnik rovinjskoga govora[4]
- 1997.: G. Filipi, B. Buršić-Giudici, Istriotski lingvistički atlas, Atlante linguistico Istrioto, Pula 1997., lingvistički atlas